# Away From The Sun
Away From The Sun är rockbandet 3 Doors Downs andra musikalbum som kom ut 12 november 2002. Det var skivbolaget Universal Records som lanserade denna skiva.

## Låtlista
1. When I'm Gone
2. Away From The Sun
3. The Road I'm On
4. Ticket To Heaven
5. Running Out Of Days
6. Here Without You
7. I Feel You
8. Dangerous Game
9. Changes
10. Going Down In Flames
11. Sarah Yellin'

På skivan återfinns också en bonuslåt som heter 'This Time'